# Meßhagen bei Niedermeiser
Meßhagen bei Niedermeister ist ein Naturschutzgebiet in der hessischen Stadt Liebenau im Landkreis Kassel.

## Allgemeines
Das Naturschutzgebiet mit der Gebietsnummer 1633042 ist 54,64 Hektar groß. Es ist Bestandteil des FFH-Gebietes „Kelzer Holz und Meßhagen“. Das Gebiet steht seit dem 5. März 1996 unter Naturschutz.

## Beschreibung
Das Naturschutzgebiet liegt südwestlich von Hofgeismar im Südwesten des Naturparks Reinhardswald. Es umfasst einen in das Kelzer Holz eingebetteten Grünlandbereich, in den vereinzelt Gehölze eingestreut sind. Der Grünlandbereich ist aus einem ehemaligen Standortübungsplatz hervorgegangen, der von 1976 bis 1992 genutzt wurde und neben der Freifläche auch Teile des Kelzer Holzes umfasste.
Die die Grünländer umgebenden Wälder mit ihren reich strukturierten Waldrändern und Säumen sind teilweise in das Naturschutzgebiet einbezogen. Sie sind überwiegend als Waldmeister-Buchenwälder mit einem hohen Alt- und Totholzanteil ausgebildet. Die Grünländer werden als Wiesen und Weiden bewirtschaftet und unterliegen dabei unterschiedlichen Nutzungsintensitäten. Insbesondere die extensiv genutzten Grünländer sind arten- und blütenreich. So siedeln insbesondere im südlichen Bereich der Grünländer des Naturschutzgebietes beispielsweise Knolliger Hahnenfuß, Echtes Labkraut, Kleiner Wiesenknopf, Knöllchen-Steinbrech, Kleine Bibernelle, Hopfenklee, Gewöhnlicher Hornklee und Feldhainsimse sowie Stängellose Kratzdistel, Pyramidenschillergras, Frühlingsfingerkraut, Purgierlein, Purpurknabenkraut, Genfer Günsel, Fiederzwenke, Großer Ehrenpreis und teilweise auch Gewöhnliches Zittergras und Kleines Habichtskraut.
Das Naturschutzgebiet ist Lebensraum für verschiedene Schmetterlinge und Heuschrecken. Insgesamt konnten im Naturschutzgebiet 31 verschiedene Schmetterlingsarten und 6 verschiedene Heuschreckenarten nachgewiesen werden. Auch für verschiedene Vögel ist das Gebiet auch in Verbindung mit den umgebenden Wäldern ein geeigneter Lebensraum, so beispielsweise für Feldlerche und Baumpieper.
Am Rand des Naturschutzgebietes verläuft ein ausgewiesener Wanderweg.